# Joaquim Leitão (escritor)
Joaquim Antunes Leitão (Porto, 26 de abril de 1875 — Lisboa, 1956) foi um escritor e jornalista português.

## Vida
Joaquim Leitão nasceu no Porto a 26 de Abril de 1875. Casou com D. Amélia de Abreu de Lima Tavares Cardoso Leitão.
Frequentou as Escolas Politécnicas de Porto e Lisboa, onde fez os estudos preparatórios médicos, e depois as Escolas de Medicina das Universidades de Lisboa e do Porto.
Ao longo da sua vida ocupou diversos cargos importantes, de que se destacam os seguintes: Secretário Geral da Academia das Ciências de Lisboa; Director do Museu da Assembleia Nacional da Restauração; Inspector das Bibliotecas, Arquivos e Museus Municipais de Lisboa; Sócio correspondente da Academia Brasileira de Letras; Director Geral da Assembleia Nacional (1935-1945).
Dirigiu a edição mensal do «Diário de Lisboa». hemerotecadigital.cm-lisboa.pt (1933) bem como as revistas Anais das bibliotecas, arquivo e museus municipais  (1931-1936). Foi autor da publicação Harmonia latina que é uma monografia de 26 páginas pertencente à coleção de "Publicações dos Anais das Bibliotecas, Museus, e Arquivo Histórico Municipais" (nº 14) publicada pela Câmara Municipal de Lisboa em 1936. Colaborou no «Domingo ilustrado». hemerotecadigital.cm-lisboa.pt (1925-1927) e  colaborou como jornalista no «Jornal de Notícias» e «Correio da Manhã»,  assim como em revistas portuguesas e brasileiras nomeadamente na revista  Luz e Vida  (1905), Atlantida   (1915-1920), na  Revista Municipal   (1939-1973) publicada pela  Câmara Municipal de Lisboa e no Boletim do Sindicato Nacional dos Jornalistas  (1941-1945).
Durante os anos de exílio, de 1911 a 1912, foi um dos directores do único jornal monárquico de Portugal O Correio  que saía no Porto. Assim como a revista que se lhe seguiu, A Entrevista, em 2013 e 2014, na qual os entrevistados eram maioritariamente monárquicos ou republicanos dissidentes.
Publicou uma extensa obra, composta por vários géneros literários, como o romance, o conto e o teatro, e ainda diversos ensaios e livros de história, assim como diversas traduções e colaborações com outros autores, entre os quais Faustino da Fonseca e Júlio Dantas.
A 10 de maio de 1930, foi agraciado com o grau de Grande-Oficial da Ordem Militar de Sant'Iago da Espada. A 8 de outubro de 1942, foi agraciado com o grau de Grande-Oficial da Ordem Militar de Cristo.

## Obra
- Originais[1][11]
  - Treno da miséria (1859)
  - Cabeça a Prémio: contos
  - O Varre Canelhas: novela transmontana
  - Corpos e Almas: contos
  - Val d'Amores
  - A Impossível Paz
  - Uma Mulher Ciumenta
  - O Amor na renascença
  - Os Deuses Voltaram
  - Jardim da Saudade
  - Os Cegos: peça em 3 actos
  - O almirante dos mares orientais
  - A peste: aspectos morais da epidemia nacional
  - D. Carlos o Desventuroso
  - O Palácio de S. Bento
  - Oração à Pátria
  - Anais Políticos da República Portuguesa
  - Embaixada Histórica
  - Do civismo e da arte no Brasil
  - A comédia política
  - Diário dos vencidos: subsídios para a história de Revolução de Cinco de Outubro
  - Os cem dias funestos: processo e condenação do último Presidente do Conselho de 1910, António Teixeira de Sousa, e do seu livro, "Para a história da Revolução"
  - Guia ilustrado de Esposende
  - Guia ilustrado de Barcelos
  - Guia ilustrado da Foz, Matosinhos, Leça e Lavadores
  - Guia das Caldas de Vizela
  - A bandeira dos emigrados: repelindo uma afronta
  - As alianças das casas de Bragança e Hohenzollern: o casamento d'El-Rei D. Manuel II
  - Couceiro, o capitão fantasma
  - Da proclamação da República às primeiras tentativas de Restauração: Outubro de 1910 - Março de 1911
  - Em marcha para a 2ª incursão: da concentração ao erguer do bivaque de Soutelinho da Raia para o ataque a Chaves
  - O ataque a Chaves: croquis do terreno do combate pelo alferes Alberto Braz
  - Os poemas da derrota
  - Deuses do lar: o maestro Miguel Ângelo
  - Génio da desgraça: na hora centenária de Camilo
  - E de tudo se lavrou este auto
  - Pescadores da Murtosa: extracto da Canção do Regresso
  - Terra-alta: antologia de Castelo de Vide
  - O capuz de Miguel Ângelo
  - Monumento a vivos: discurso
  - O último milagre de Santo António
  - Asas em terra
  - Harmonia latina
  - Leopardi
  - A beleza venceu
  - A mulher na obra de Gil Vicente
  - Italianismo e D. Dinis na "Divina Comédia"
  - O maior romancista inglês do século XIX
  - A máscara de Veneza
  - Racine, cortesão
  - Egas Moniz, escritor
  - Canção do regresso: novela
  - Livros de S. Bento: memória
  - Para a história do Palácio de S. Bento
  - O Palácio de São Bento
  - Romeiros do Atlântico
  - Vila Cova do Alva - terra de encanto e poesia
  - Eça de Queiroz académico
  - O reflorescer da Itália imortal
  - No pórtico da epopeia ultramarina
  - Crónica de São João de Brito
  - Corações Partidos: contos
  - A mulher na obra de Júlio Dantas
  - Sintra: uma profecia
  - Palmas e rosmaninho
  - Nas sete colinas: novelas
  - O maior prazer da vida
- Traduções[11]
  - de Dmitri Merejkowsky
    - A ressurreição dos deuses: Leonardo da Vinci

  - de Leão Tolstoi
    - A adolescência: novela
    - A felicidade conjugal
    - A infância: novela
    - A mocidade
    - A morte: novela
    - A odisseia dum viajante: novela do Caucaso
    - A palavra de Jesus
    - Amor e liberdade: palavras de um homem livre
    - Luta de heróis: novela
    - Os cavaleiros da guarda: novela
    - Os cossacos
    - Os mártires do dinheiro: novela
    - Poli-kouchka: novela
    - Sebastopol

  - de John W. Harding
    - A porta do beijo

  - de C. Albin de Cigala
    - Urbi et orbi: romance dos tempos postneronianos…

  - de Paulo Mantegazza
    - Fisiologia do ódio
    - Os caracteres humanos

  - de J. Haring
    - O livro da enfermeira

  - de Luísa Maria Linares
    - Férias ao sol

  - de Jean Louis Dubut de Laforest
    - A Bela Lilás
    - A Estranguladora
    - A Mulher-Homem
    - A Paixão dum Bandido
    - A Ressuscitada
    - A Virgem do Boulevard
    - Amores à Beira-Mar
    - As Vítimas do Prazer
    - O Dr. Mata-Crianças
    - O Último João
    - Os Bailes do Sr. Deputado
    - Os Rufiões de Casaca
    - Os Vícios dum Conselheiro
    - Paraíso Terrestre

  - de Louis Constant Wairy
    - Napoleão pelo seu criado particular: memórias de Constant